# Vol Capital Airlines 20
Le 18 janvier 1960, le Vickers Viscount effectuant le vol Capital Airlines 20, un vol régulier de passagers entre Washington et Norfolk, aux États-Unis, s'est écrasé dans une zone boisée du comté de Charles City, en Virginie, ne laissant aucun survivant parmi les 50 personnes à bord. 
Ce crash était alors le quatrième accident mortel impliquant un avion de Capital Airlines en moins de deux ans ; après ceux du vol 67 (en) (avril 1958), du vol 300 (en) (mai 1958) et du vol 75 (en) (mai 1959).

## Avion

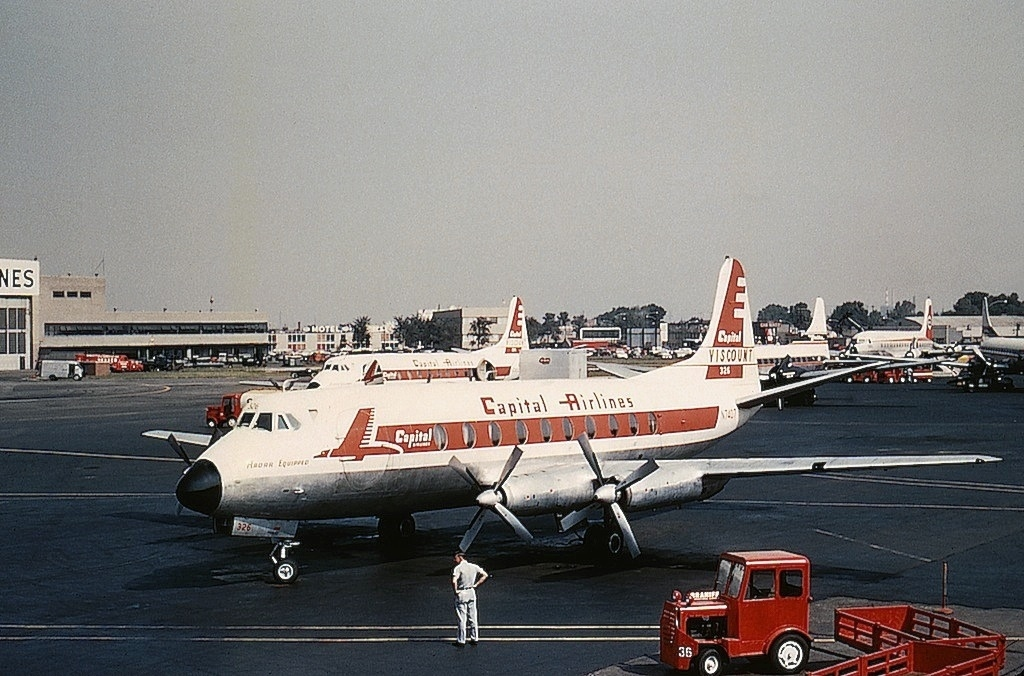
Un Vickers Viscount 745D de Capital Airlines, similaire à celui impliqué dans l'accident.

L'appareil impliqué est un Vickers Viscount 745D, un quadrimoteur moyen-courrier de fabrication britannique immatriculé N7462 (numéro de série 217) et fabriqué en 1957. 
Équipé de quatre turbopropulseurs Rolls-Royce Dart 510, il totalisait 9 247 heures de vol au moment de l'accident.

## Déroulement des faits
Le vol 20 volait à une altitude de 8 000 pieds (2 438 m), lorsqu'il a rencontré des conditions de givrage, qui ont provoqué la panne de deux des quatre moteurs de l'avion. Alors que l'appareil descendait rapidement, les deux autres moteurs ont également lâché, provoquant la mise en drapeau automatique des hélices. 
L'équipage a essayé en vain de redémarrer les moteurs et n'a pas pu rétablir les hélices dans leurs positions normale ; ils ont alors mis l'avion en piqué pour tenter de forcer les hélices à sortir de leur position en drapeau. Ils ont finalement réussi à redémarrer le moteur n°4. Ils ont appliqué toute la puissance à ce moteur, ce qui a provoqué une descente en vrille de l'appareil, jusqu'à ce qu'il s'écrase contre des arbres ; au moment de l'impact, il n'avait presque aucune vitesse horizontale. Cinq troncs d'arbre ont traversé le fuselage de l'appareil, mais ils sont restés intacts après le crash.
L'épave de l'avion a brûlé pendant plusieurs heures après le crash, a indiqué la police à l'époque. Elle a également indiqué qu'elle n'avait pas pu s'en approcher pour tenter de récupérer les corps des victimes. De plus, le terrain accidenté rendait l'utilisation du matériel de lutte anti-incendie presque impossible.

## Cause de l'accident
Le crash du vol 20 a été attribué au fait que, conformément à la politique de la compagnie aérienne, les pilotes ont tardé à armer les systèmes de protection contre le givrage des moteurs, alors qu'ils volaient dans des conditions hivernales, ce qui a entraîné une perte de puissance trop importante sur les deux premiers moteurs. 
Par la suite, Capital Airlines a modifié sa liste de vérification d'urgence, supprimant l'instruction selon laquelle les pilotes devaient descendre dans des conditions plus clémentes pour rallumer les différents systèmes de l'avion et leur indiquant que, à condition que la procédure correcte soit suivie, les moteurs pouvaient être redémarrés à n'importe quelle altitude.